# Maurice Des Ombiaux
Maurice Des Ombiaux (Beauraing, 16 maart 1868 – Parijs, 21 september 1943) was een Belgisch Franstalig schrijver en journalist.
Tijdens de Eerste Wereldoorlog was hij kabinetschef van Charles de Broqueville. Hij was gehuwd met de kunstenares Elisabeth Wesmael.

## Enkele werken
- Les Amants de Taillemark (1892)
- Mes tonnelles (1898)
- L'Histoire mirifique de Saint Dodon (1899)
- Guidon d'Anderlecht (1905)
- La Petite Reine blanche (1907)
- Camille Lemonnier. Monographie anecdotique et documentaire avec une biblio-iconographie (1909)
- Le Maugré (1911)
- Le Brabant et La Bataille de Woeringen sur le Rhin (1918)
- Les Premiers Romanciers Nationaux de Belgique. De Coster / Lemonnier / Eekhoud / Rodenbach / Demolder (1919)
- La politique belge depuis l'armistice. La grande peur de la victoire (1921; 2e éd.)